# ThatcherJoe
約瑟夫·格雷厄姆·「喬」·薩格（英語：Joseph Graham "Joe" Sugg，1991年9月8日—），是一位英國YouTuber與Vlogger，簡稱喬·薩格（Joe Sugg），他以其YouTube頻道名稱ThatcherJoe最為人們熟知。

## 個人生活
薩格有一位名叫柔伊（Zoe）的姐姐，柔伊也是一位知名的YouTuber，在YouTube上的名稱為Zoella。他在威爾特郡出生並長大，並曾在2014年至2016年與卡斯帕爾·李於倫敦同居。薩格同時也是一位茅草屋頂舖設師，其YouTube頻道便以此職業的英文加上其名字作用戶名。

## 生涯

### YouTube
薩格於2011年11月13日時創立其YouTube頻道「ThatcherJoe」，主要為Vlog與惡作劇影片，截止2016年8月23日，「ThatcherJoe」已經有超過727萬名訂閱者與7億9000萬觀看數。他同時也創建了一個類似BBC廣播一台的節目《斯科特·米爾斯》的系列《YouTuber Innuendo Bingo》，之後也因此受邀上《斯科特·米爾斯》當嘉賓。其次要頻道為「ThatcherJoeVlog」（333萬訂閱數，4億1200萬觀看數）與「ThatcherJoeGames」（157萬訂閱數，1億3600萬觀看數）。

### 音樂
薩格是為喜劇救濟籌款的「YouTube Boyband」的成員，並曾經因此登上《衛報》。
薩格同時也是慈善超級樂團Band Aid 30的成員之一，參與演唱為2014年西非伊波拉病毒疫情籌款的《他們知道現在是聖誕節嗎？》2014年版本。

### 電影
薩格在2015年電影《海綿寶寶：海陸大出擊》英國版中為海鷗凱爾（Kyle）獻聲，他同時亦是為海鷗群配音的配音員之一。另外，薩格與卡斯帕爾也是同年電影《喬和卡斯帕爾出發了》的主演者。

## 作品
- 《Username: Evie》（2015，與馬特·惠曼（英语：Matt Whyman）共著）
- 《Username: Regenerated》（2016）

## 獎項與提名
| 年份 | 獎項                  | 類別             | 結果 |
| ---- | --------------------- | ---------------- | ---- |
| 2015 | BBC廣播一台青年選擇獎 | 英國最佳視頻博客 | 獲獎 |